# Love Again (colonna sonora)
Love Again è la colonna sonora completa dell'omonimo film del 2023, scritto e diretto da James C. Strouse: l'album è stato pubblicato il 12 maggio 2023, una settimana dopo l'uscita del film nelle sale statunitensi. 
La raccolta contiene cinque nuove canzoni di Céline Dion, insieme a sei delle sue hit del passato.
Il singolo Love Again era uscito il 13 aprile 2023.

## Produzione
Nel 2020 è stato annunciato che Priyanka Chopra, Sam Heughan e Céline Dion si sarebbero uniti al cast del film. Nel novembre 2020, Russell Tovey, Steve Oram, Omid Djalili, Sofia Barclay, Lydia West, Arinzé Kene e Celia Imrie si erano uniti al cast.
Le riprese principali sono iniziate nell'ottobre 2020 e si sono concluse all'inizio del 2021. Le riprese si sono svolte prima a Londra, dopodiché la produzione si è spostata negli Stati Uniti.
Nell'aprile 2022, è stato annunciato che il titolo film era stato cambiato in "It's All Coming Back to Me" , in omaggio a "It's All Coming Back to Me Now", che la Dion ha inciso nel suo album del 1996 Falling into You.
Nel novembre 2022, è stato annunciato che il film sarebbe stato ribattezzato "Love Again".

## Descrizione
"Love Again" contiene 11 canzoni di Céline Dion, le quali sono connesse alla trama del film e dei suoi personaggi. L'album contiene cinque nuove canzoni della Dion e sei dei suoi successi passati, tra cui "It's All Coming Back to Me Now", " All by Myself" e "That's the Way It Is", oltre a tre brani strumentali della colonna sonora del film 

## Promozione
Il 13 aprile 2023, è stato rilasciata la title-track dell'album "Love Again", nonché il primo progetto musical di Céline Dion dopo l'annuncio di dicembre 2022, in cui la cantante ha rivelato che soffriva della sindrome della persona rigida.
Gil Kaufman di Billboard ha descritto il singolo come una ballad commovente e un dolce brano da pianoforte e chitarra acustica in cui la Dion canta dolcemente un testo emozionante.
Il lyric video della canzone, con scene del film, è stato pubblicato anche sul canale YouTube ufficiale della cantante lo stesso giorno.

## Tracce
Tutte le canzoni sono eseguite da Céline Dion, eccetto tre brani strumentali tratti dalla colonna sonora ed eseguiti da Keegan DeWitt.
1. Love Takes Courage – 4:37
2. Orpheus and Eurydice – 3:58
3. Celine Wisdom – 0:59
4. All By Myself – 5:11
5. It's All Coming Back to Me Now – 5:50
6. Where Does My Heart Beat Now – 4:35
7. That's the Way It Is – 4:03
8. A New Day Has Come – 5:42
9. Love of My Life – 4:25
10. Love Again – 3:33
11. The Gift – 3:25
12. Courage – 4:14
13. Waiting on You – 3:12
14. I'll Be – 3:04

## Pubblicazione
| Regione | Data           | Etichetta  | Formato                  |
| ------- | -------------- | ---------- | ------------------------ |
| Varie   | 12 maggio 2023 | Sony Music | CD - Digital - Streaming |